# Trine Haltviková
Trine Haltviková (* 23. března 1965 Trondheim) je bývalá norská házenkářka. S norskou ženskou házenkářskou reprezentací získala dvě olympijské medaile, stříbro na hrách v Soulu roku 1988 a bronz na olympiádě v Sydney v roce 2000. Vyhrála mistrovství světa v roce 1999, krom toho má ze světového šampionátu stříbro (1997) a bronz (1986). Vyhrála rovněž mistrovství Evropy v roce 1998, na evropském šampionátu v roce 1996 brala stříbro. Za národní tým nastupovala v letech 1984-2000, odehrála 241 zápasů, v nichž dala 834 branek. S výjimkou jedné sezóny strávila celou kariéru v norském klubu Byåsen HE. Byla nejlepší střelkyní norské ligy v letech 1996, 1998 a 1999. V roce 1998 byla Mezinárodní házenkářskou federací zvolena nejlepší světovou házenkářkou roku.